# René Ouvrard
René Ouvrard est un prêtre, écrivain et compositeur français né à Chinon le 16 juin 1624 et mort à Tours le 19 juillet 1694

## Biographie
René Ouvrard reçut les ordres et devint maître de chapelle des cathédrales de Bordeaux, de Narbonne et de la Sainte-Chapelle de Paris, puis il fut chanoine à Tours.

## Œuvres
- Secret pour composer en musique par un art nouveau, 1660.
- Motifs de réunion à l'Église catholique, 1668.
- Studiosis sanctarum scripturarum Biblia sacra, 1668.
- L'Art et la Science des nombres en latin et en français, 1677.
- Défense de l'ancienne tradition des Églises de France, 1678.
- Architecture harmonique, ou Application de la doctrine des proportions de la musique à l'architecture, 1679.
- Calendarium novum perpetuum et immutabile, 1682.
- La musique rétablie depuis son origine[1].
- Histoire de la musique chez les Hébreux, les Grecs et les Romains, œuvre imposante restée manuscrite[Où ?].